# Monts Beartooth
Les monts Beartooth se situent dans le centre sud de l’État américain du Montana et font partie de la réserve naturelle Absaroka-Beartooth qui fait 3 600 km2 au sein des forêts nationales Custer et Gallatin.

## Toponymie
Son nom qui se traduit par « montagnes de la dent de l’ours » tire son origine dans la forme du pic Beartooth qui ressemble à une dent.

## Géographie

### Situation, topographie

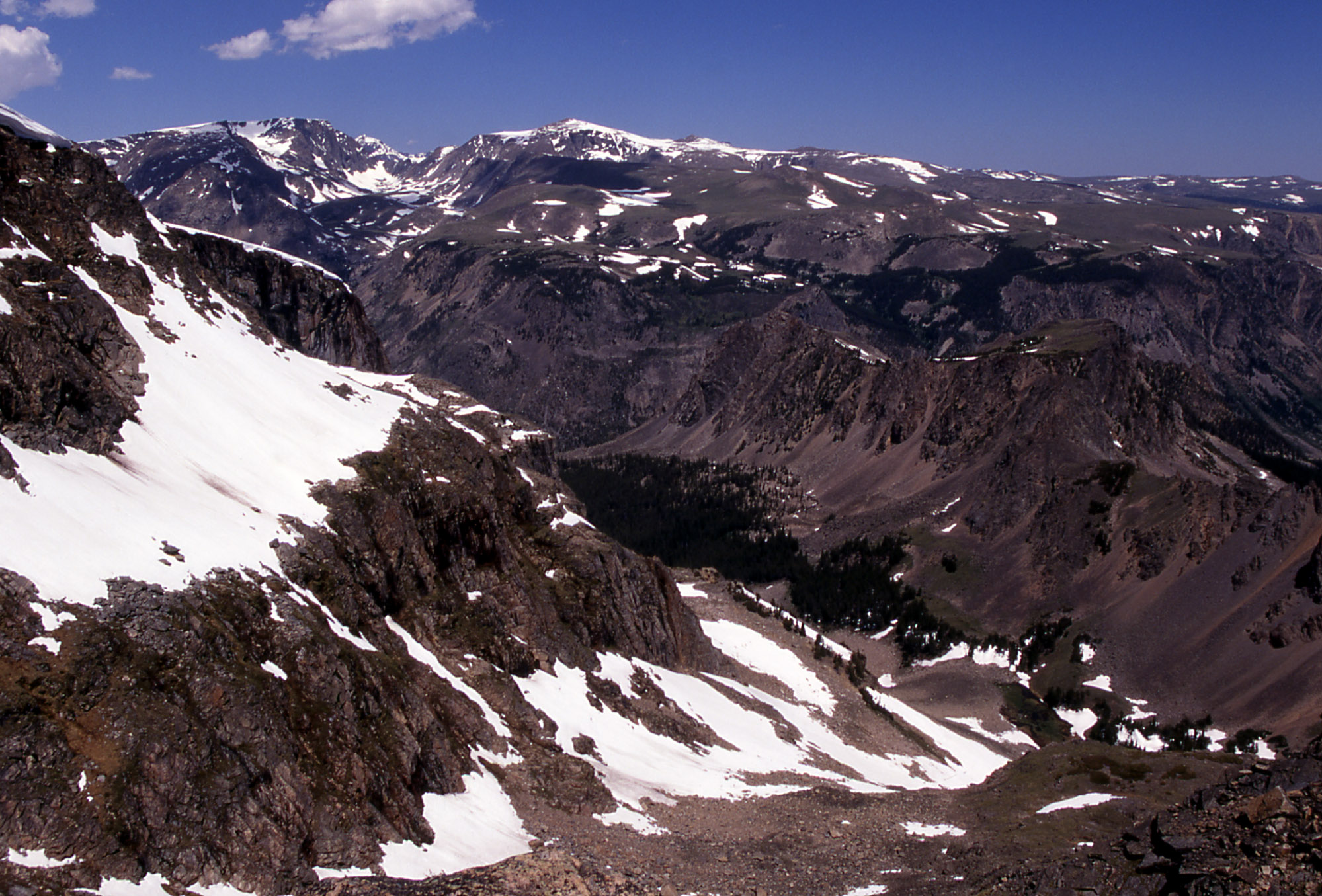
Vue des monts Beartooth.

La chaîne abrite le plus grand territoire continu aux États-Unis dont l’altitude est supérieure à 3 048 mètres (10 000 pieds). 25 pics dépassent l’altitude de 3 658 mètres (12 000 pieds). On y trouve le pic Granite qui avec ses 3 901 mètres est le point culminant du Montana. Les montagnes se situent au nord du parc national de Yellowstone. Elles abritent plus de 300 lacs et quelques chutes d’eau dont la hauteur peut dépasser 90 mètres. Les hivers sont très rudes avec beaucoup de neige et de vents. On y trouve environ 25 petits glaciers dont le glacier Grasshopper.
L’autoroute 212 qui relie Billings à Yellowstone grimpe le col Beartooth (3 337 m) à proximité des monts Beartooth avant d'atteindre l’entrée nord-est du parc de Yellowstone. L’accès n’est ouvert qu’en été.

### Faune et flore
Avec 400 espèces différentes de plantes, les Beartooths font partie des zones les plus intéressantes biologiquement en Amérique du Nord. Elle représente également l’un des derniers sanctuaires des Grizzlys en dehors de l’Alaska et du Canada. On y trouve également d’autres espèces comme le mouflon canadien, l’ours noir, le puma, le lynx…
Depuis l’an 2000, le loup a fait sa réapparition dans la région en provenance du parc national de Yellowstone. La limite de la zone arborée se situent aux environs des 2 700 mètres. Au-dessus on retrouve des prés d’alpage alors qu’en dessous on trouve des épicéas, des sapins, du pin à écorce blanche ou du pin tordu.

### Géologie
Les montagnes sont composées de granites précambrien et de roches métamorphiques vieilles de 4 milliards d’années. Le sous-sol regorge de platine, de chrome et de nickel.

## Histoire
Son éloignement a rendu la région méconnue jusqu’aux années 1870 bien que des trappeurs arrivèrent dès 1830. La première expédition gouvernementale fut seulement menée en 1878. La tribu indienne des Crows utilisait les vallées pour la chasse et pour se protéger des rigueurs de l’hiver en altitude.

## Références

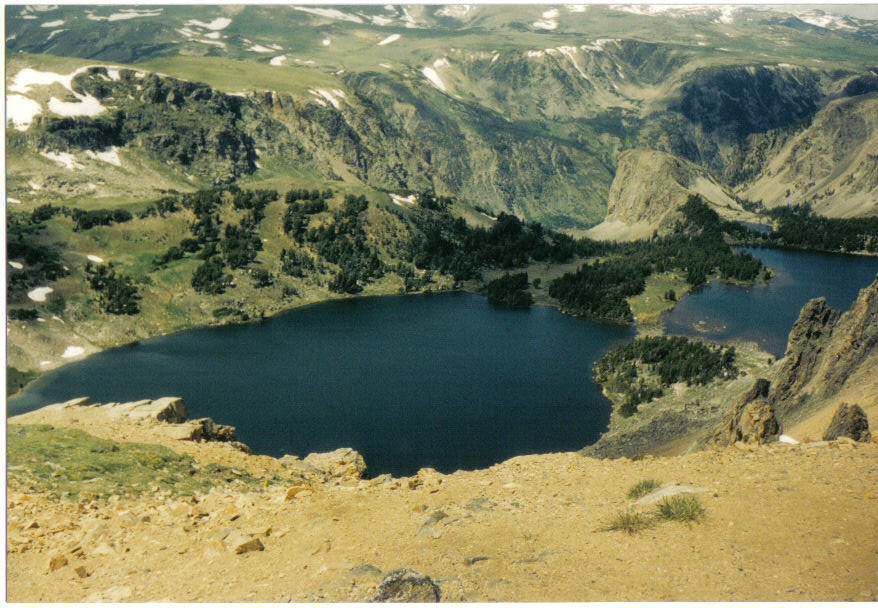
Lac près du col Beartooth

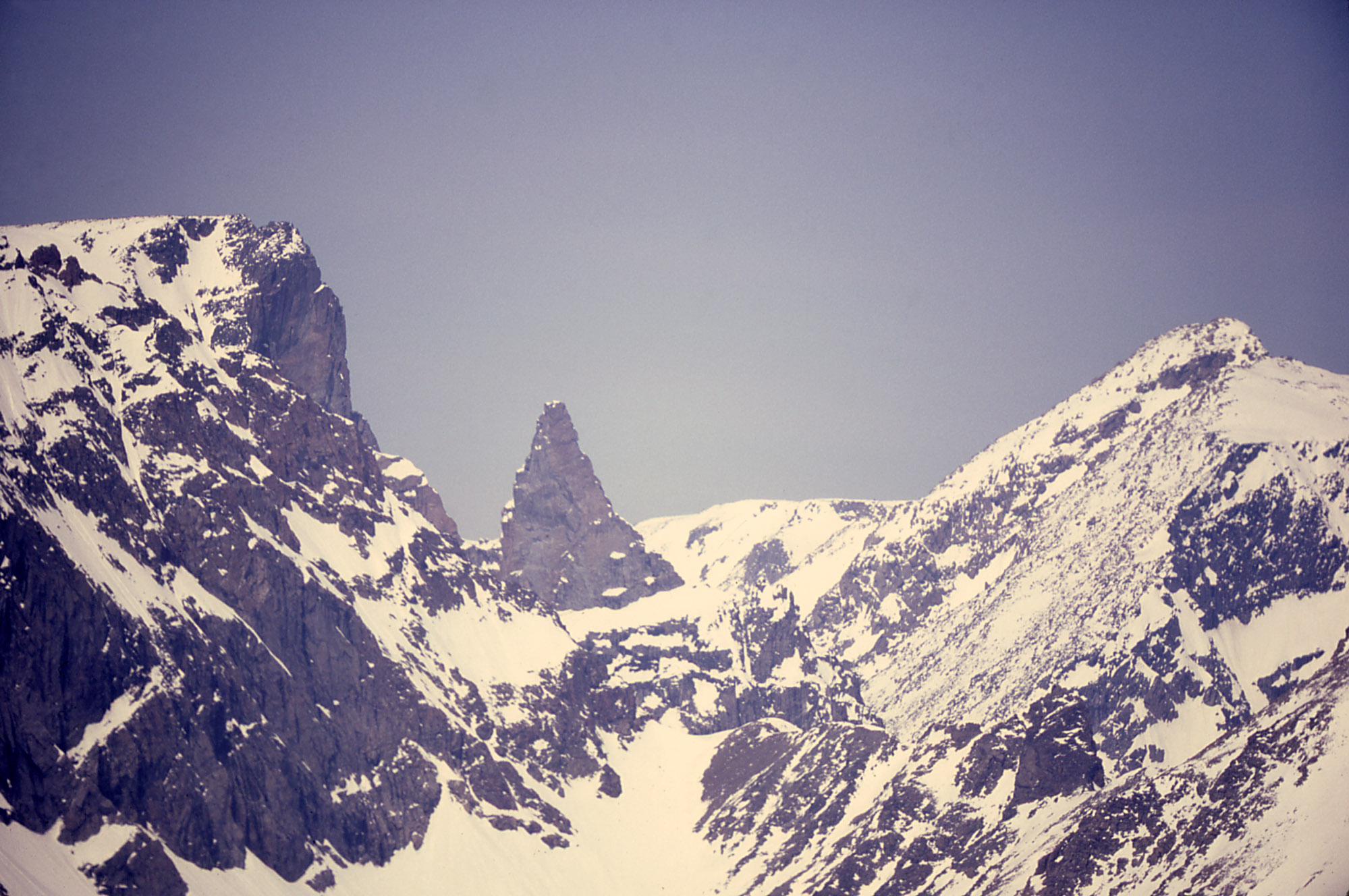
La dent de l’ours